# Nertera dichondrifolia
Nertera dichondrifolia är en måreväxtart som först beskrevs av Allan Cunningham, och fick sitt nu gällande namn av Joseph Dalton Hooker. Nertera dichondrifolia ingår i släktet Nertera och familjen måreväxter. Inga underarter finns listade i Catalogue of Life.